# Універсальна програмна послуга
Універсальна програмна послуга скорочено УПП - це перелік телеканалів та радіоканалів створений Нацрадою, який постачальники аудіовізуальної послуги повинні забезпечити всім без винятку абонентам за мінімальною ціною. Універсальна програмна послуга діє в Україні з 1 січня 2017 року.
Список УПП унікальний для кожної області України і формується Нацрадою, але є певна кількість теле- та радіоканалів які є обов'язковими однаково для трансляцій по всій Україні, не залежно від того яка це область.

## Список теле- та радіоканалів, що входять до УПП
Найновіший список теле- та радіоканалів завжди публікується на сайті Нацради за адресою https://nrada.gov.ua/license-custom. Станом на 2017 рік, Нацрада визначила, що наступні телеканала та радіоканали входять до УПП:
| #   | Тип                      | Назва теле- чи радіоканалу                  | Обов'язковий спосіб трансляції теле- чи радіоканалу | Рік включення в УПП |
| --- | ------------------------ | ------------------------------------------- | --------------------------------------------------- | ------------------- |
| 1   | Телеканал                | «Перший»                                    | аналоговий супутниковий цифровий                    | 2016                |
| 2   | Телеканал                | «Культура»                                  | супутниковий цифровий                               | 2016                |
| 3   | Телеканал                | «Рада»                                      | супутниковий                                        | 2016                |
| 4   | Радіоканал               | «Українське радіо», перший канал            | ефірний, супутниковий                               | 2016                |
| 5   | Радіоканал               | «Українське радіо», другий канал "Промінь"  | ефірний, супутниковий                               | 2016                |
| 6   | Радіоканал               | «Українське радіо», третій канал "Культура" | ефірний, супутниковий                               | 2016                |
| 7   | Телеканал                | «Суспільне Крим»                            | супутниковий                                        | 2017                |
| н/д | Телеканал або радіоканал | залежить від області                        | залежить від області                                | 2017                |

## Зовнішні посилання
- Найновіший список УПП на сайті Нацради